# Phryganomastax amazonica
Phryganomastax amazonica är en insektsart som beskrevs av Marius Descamps 1982. Phryganomastax amazonica ingår i släktet Phryganomastax och familjen Eumastacidae. Inga underarter finns listade i Catalogue of Life.